# セメン・パダンFC
セメン・パダンFC (英語: Semen Padang Football Club、インドネシア語: Persatuan Sepak Bola Semen Padang) はインドネシア・西スマトラ州のパダンに本拠地を置くプロサッカークラブである。セメン・パダンは2013年現在、国内最上位リーグであるインドネシア・プレミアリーグに参戦している。クラブは1980年11月30日に創設された。クラブ名の「セメン (Semen)」はインドネシア語でセメントを表す単語であり、メインスポンサーが地元のセメント会社であることに由来している。

## 歴史
セメン・パダンはインドネシア最古のセメント会社PTセメン・パダンが保有するプロサッカークラブである。このサッカークラブは西スマトラ州のパダンに本拠地をおいている。チームの愛称はカバウ・シラー (Kabau Sirah) である。
リーガ・インドネシア (1990年代に整備されたインドネシアのリーグシステム) ができる以前は、セメン・パダンはプロサッカークラブとしてガラタマと呼ばれるセミプロリーグに参加していた。1992年にはデルフィ・アドリの決勝ゴールによりピアラ・ガラタマ (ガラタマリーグカップ) でクラブ初タイトルを獲得した。AFC国際大会初参加となったアジアカップウィナーズカップ1993-94では準々決勝にまで進出した。

## 獲得タイトル

### 国内
- ピアラ・ガラタマ

優勝: 1992
- インドネシア・プレミアリーグ

優勝: 2011-12
- ピアラ・インドネシア

準優勝: 2012
- インドネシア・コミュニティシールド

優勝: 2013

## 現所属メンバー
注：選手の国籍表記はFIFAの定めた代表資格ルールに基づく。
| No. | Pos. |              | 選手名                     |
| --- | ---- | ------------ | -------------------------- |
| 1   | GK   | インドネシア | Rachmanuddin               |
| 2   | DF   | インドネシア | ノファン・サソンコ         |
| 5   | DF   | カメルーン   | デヴィッド・パグベ         |
| 6   | MF   | 大韓民国     | 柳鉉口                     |
| 7   | MF   | インドネシア | ルディ・ドアン             |
| 8   | MF   | インドネシア | エカ・ラムダニ             |
| 9   | MF   | インドネシア | ムハマド・リザル           |
| 10  | FW   | ナイジェリア | オーサ・サハ               |
| 11  | DF   | インドネシア | ヘンキ・アルディレス       |
| 12  | MF   | インドネシア | ジャジャン・パリアマ       |
| 14  | GK   | インドネシア | プトラ・シャビルル・ラサド |
| 15  | MF   | インドネシア | ヘンドラ・バヤウ           |
| 16  | DF   | インドネシア | Saepulloh Maulana          |

| No. | Pos. |              | 選手名                       |
| --- | ---- | ------------ | ---------------------------- |
| 17  | FW   | インドネシア | ヌール・イスカンダル         |
| 19  | DF   | インドネシア | ヴァレンティーノ・テラウブン |
| 18  | MF   | インドネシア | リッキー・オホレラ           |
| 22  | GK   | インドネシア | ジャンディア・プトラ         |
| 23  | MF   | アルゼンチン | エステバン・ヴィスカラ       |
| 26  | DF   | インドネシア | セフティア・ハディ           |
| 27  | FW   | インドネシア | Fahriza Dillah               |
| 28  | MF   | インドネシア | Safrial Irfandi              |
| 31  | GK   | インドネシア | Fakrurrazi                   |
| 41  | FW   | インドネシア | Agnef Syafantri              |
| 45  | DF   | インドネシア | Gitra Yudha Furthon          |
| 99  | FW   | インドネシア | アイルランガ・スチプト       |

## AFC国際大会における成績
- アジアカップウィナーズカップ:

1993-94: 準々決勝
- AFCカップ:

2013 : ラウンド16
| シーズン | 大会                         | ラウンド       | 国               | クラブ                 | ホーム | アウェー |
| -------- | ---------------------------- | -------------- | ---------------- | ---------------------- | ------ | -------- |
| 1993-94  | アジアカップウィナーズカップ | 1回戦          |                  | 不戦勝                 | -      | -        |
|          |                              | 2回戦          | ベトナムの旗     | カン・サイゴン         | 1–0    | 1–2      |
|          |                              | 準々決勝       | 日本の旗         | 日産自動車             | 2–1    | 0–19     |
| 2013     | AFCカップ                    | グループリーグ | 香港の旗         | 傑志                   | 3-1    | 2-1      |
|          |                              | グループリーグ | インドの旗       | チャーチル・ブラザーズ | 3-1    | 2-2      |
|          |                              | グループリーグ | シンガポールの旗 | ウォリアーズ           | 3-1    | 2-0      |
|          |                              | ラウンド16     | ベトナムの旗     | SHBダナン              | TBD    | -        |

## スタジアム

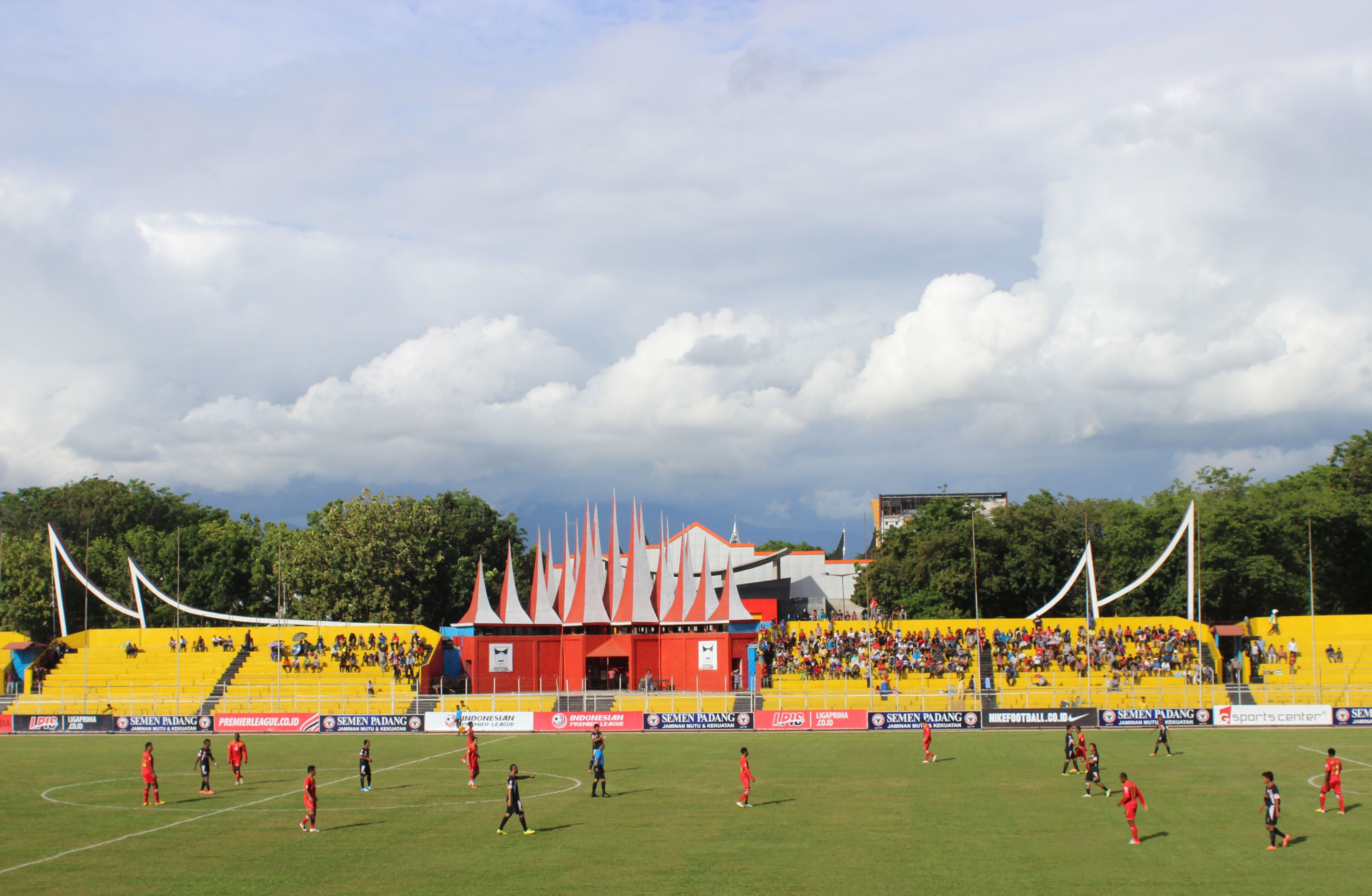
ハジ・アグス・サリム・スタジアム

セメン・パダンは現在15,000人収容のスタジアムを本拠地としている。このスタジアムの名前はハジ・アグス・サリム・スタジアムであり、地元出身でインドネシアのイスラム改革主義運動に大きな貢献を果たした国民的英雄、アグス・サリムからスタジアム名が取られている。

## サポーター
セメン・パダンのサポーターは「ウラン・アワク」 (Urang Awak) と呼ばれる。しかし、2001年以降、セメン・パダンには「The Kmer's (Kabau Sirah)」と呼ばれる熱狂的なサポーター集団のファンクラブができた。その後、セメン・パダンに「スパルタクス (Spartacks、Supporter Padang dan Anak RanTau Cinta Kabau Sirahの略称、Kabau Sirah以外のパダンのサポーターの意)」と呼ばれる2つ目のサポーターファンクラブができた。その他、Kmer'snitaやUni Spartacks (女性サポーター専用の組織) 、UWS (ウルトラス・ウェスト・スマトラの略称) 1980などができ、彼らは競うようにクラブのサポートを続けている。 

## 歴代所属選手
- マルシオ・ソウザ・ダ・シウヴァ（英語版） 2009-2010
- アブドゥル・ラフマン (インドネシアのサッカー選手)（英語版） 2011-2012

## スタッフ
| 役職             | 氏名               |
| ---------------- | ------------------ |
| 会長             | Suhatman Iman      |
| 監督             | Jafri Sastra       |
| 助監督           | Delfi Adri         |
| GKコーチ         | Zulkarnain Zakaria |
| フィジカルコーチ | Irwansyah          |
| チームドクター   | Masykur            |
| 療法士           | Joni Wibowo        |

## ライバル
セメン・パダンは国内の同じリーグに所属するシュリーヴィジャヤとライバル関係にある。この2クラブ間の対戦は通常ダービー・カラシク (Derby kalasik, クラシック・ダービーと同義) と呼ばれる。また、同じスマトラ島に本拠地を置くことからスマトラ・ダービーとも呼ばれる。

## スポンサー
- パダン・セメント（英語版）
- モービル1
- SPECSスポーツ
- ナガリ銀行
- Padang Ekspress
- Classy FM Radio

## キットサプライヤー
- SPECS (2008-2013)
- ミズノ (2014-)